# Рудник Сафарі-Бор
Рудник Сафарі-Бор (Safari Bore) – гірничодобувний майданчик на заході Австралії.
Золоторудне родовище Сафарі-Бор виявили у 1988 році. В 1999 – 2001 роках його розробку провадила компанія Sons of Gwalia (передусім відома як власник великого рудника Гвалія), що змогла вилучити 6,5 тонн золота при його середньому вмісті в руді 2,9 грамма на тонну. Роботи здійснювали відкритим способом, при цьому окрім головного кар’єру також існував кар’єр Серенгеті на покладі-сателітні. Є відомості, що глибина кар’єру досягнула 80 метрів. Руду відправляли для переробки на фабрику з вилучення золота копальні Карус-Дам.
В середині 2000-х Sons of Gwalia, а права на Сафарі-Бор викупила компанія Saracen Mineral Holdings, що станом на 2020 рік оцінювала його залишкові ресурси у 2,9 млн тонн руди та понад 6 тон золота.